# Alf Segersäll
Alf Ove Segersäll (né le 16 mars 1956 à Virsbo en Suède) est un coureur cycliste suédois, professionnel de 1980 à 1986. 

## Biographie
Alf Segersäll est sociétaire au club cycliste local du IF Saab Lindköping.
Son fils Mikael a également été coureur cycliste au niveau continental dans les années 2000. 

## Palmarès et résultats

### Palmarès amateur
- 1973
  - Champion des Pays nordiques du contre-la-montre par équipes juniors[n 1]
  -  Champion de Suède sur route juniors

- 1974
  -  Champion de Suède sur route juniors
  -  Champion de Suède du contre-la-montre par équipes juniors[n 2]
  - Internationale 3-Etappen-Rundfahrt (de)
  - 2e du championnat des Pays nordiques sur route juniors

- 1975
  - Skandisloppet
  - 3e du championnat de Suède sur route
  - 3e du championnat des Pays nordiques sur route
  - 3e du championnat des Pays nordiques du contre-la-montre par équipes

- 1976
  - 8e étape du Tour de Slovaquie
  - 3e du championnat des Pays nordiques du contre-la-montre par équipes

- 1977
  - Champion des Pays nordiques du contre-la-montre par équipes (avec Lennart Fagerlund, Tord Filipsson et Claes Göransson)
  -  Champion de Suède sur route
  -  Champion de Suède du contre-la-montre par équipes (avec Mats Mikiver et Claes Göransson)
  - Coppa Fiera di Mercatale
  - Classement général de la Flèche du Sud
  - 2e de la Milk Race
  - 2e du Baby Giro
  - 7e du championnat du monde du contre-la-montre par équipes

- 1978
  - Classement général de la Flèche du Sud
  - Prologue secteur b de la Semaine cycliste bergamasque

- 1979
  - Baby Giro :
    - Classement général
    - 5e étape

  - 2e du championnat de Scandinavie du contre-la-montre par équipes
  - 5e du championnat du monde du contre-la-montre par équipes

### Palmarès professionnel
| - 1980 - Grand Prix de Montauroux - 3e étape du Tour de Sardaigne - 2e de la Coppa Agostoni - 4e de Tirreno-Adriatico - 1981 - 4e étape du Tour de Romandie - Trophée Matteotti - 1982 - Tour des Pouilles : - Classement général - 2e et 3e étapes - 3e étape du Tour de Suède - Ruota d'Oro : - Classement général - 2e étape | - 1983 - 1re (contre-la-montre par équipes) et 12e étapes du Tour d'Italie - 3e du Trophée Baracchi (avec Tommy Prim) - 1984 - 2e du Tour de Suède - 2e du Trophée Baracchi (avec Tommy Prim) |

### Résultats sur le Tour d'Italie
5 participations
- 1981 : 58e
- 1982 : 66e
- 1983 : 78e, vainqueur des 1re (contre-la-montre par équipes) et 12e étapes
- 1984 : 74e
- 1985 : abandon (9e étape)